# Transport Act 1968
La Transport Act 1968 (loi de 1968 sur les transports) était une loi du parlement du Royaume-Uni. Les principales dispositions apportèrent des changements à la structure des entreprises de bus d’état, créèrent des autorités de transport de passagers pour prendre en charge les transports publics dans les grandes agglomérations.
Le nom complet de la loi est « Loi portant de nouvelles dispositions en matière de transport et des questions connexes ».
L’assentiment royal fut donné le 25 octobre 1968, et elle fut mise en vigueur le 1er janvier 1969.

## Compagnie nationale de bus
La loi créa, à partir du 1er janvier 1969, la compagnie nationale de bus (National Bus Company) en fusionnant la société d’état d'exploitation de bus, la Transport Holding Company, avec la BET privée. la compagnie nationale de bus exploita des services de bus à travers l'Angleterre et le Pays de Galles en dehors des grandes villes, bien que des opérateurs indépendants prospéraient toujours dans de nombreuses zones rurales.

## Groupe de transports écossais
Le Groupe de transport écossais (Scottish Transport Group) fut également formé au début de 1969. Il réunissait l’entreprise d’état Scottish Bus Group et les lignes de transports de l'entreprise Caledonian Steam Packet Company.

## Autorités de transport de passagers
La loi permit également la formation d’autorités de transport de passagers pour coordonner et exploiter les transports publics dans les grandes agglomérations. Les autorités devaient être composé de conseillers des différentes autorités locales dans la région, tandis que les dirigeants devaient être les opérateurs de transport public : la plupart reprenant les autorités des flottes de bus locales existantes. Après consultation, les d’autorités de transport de passagers suivants furent constituées en vertu de cette loi:
- West Midlands le 1er octobre 1969
- SELNEC (South East Lancashire North East Cheshire), le 1er novembre 1969
- Merseyside, le 1er décembre 1969
- Tyneside, le 1er janvier 1970
- Greater Glasgow, le 1er juin 1973 (exploitant  également le métro de Glasgow)

## Subventions pour les chemins de fer socialement nécessaires mais déficitaires
L'article 39 de la loi introduisit les premières subventions gouvernementales pour les chemins de fer qui étaient déficitaires pour British Rail mais jugées socialement nécessaire. Les subventions pourraient être payés lorsque trois conditions étaient réunies: (i) la ligne était peu rémunératrice, (ii) il était souhaitable pour des raisons sociales ou économiques que les services de passagers continue, et (iii) il était financièrement déraisonnable d’attendre de British Rail qu’elle fournisse ces services sans subvention.

## Cours d’eau
La loi apporta des modifications à l'utilisation des installations contrôlées par l'entreprise publique British Waterways. Compte tenu de la baisse de l'utilisation des canaux et des rivières pour le transport de marchandises, les cours d'eau furent divisés en trois catégories:
- Voies navigables commerciales
- Voies navigables de croisière
- Le reste des voies navigables

La loi reconnut la valeur du réseau de voies navigables pour les loisirs, et créa le Conseil consultatif des voies de navigation intérieure (Inland Waterways Amenity Advisory Council) pour donner des conseils au gouvernement et à British Waterways sur toutes les questions concernant l'utilisation du réseau pour les loisirs.

## Essais de véhicules et heures de conduite
La loi apporta des modifications à l'essai véhicule du ministère des Transports britannique. Auparavant les véhicules devaient passer un test annuel de dix ans après la première immatriculation. Cela fut réduit à trois ans à partir de la première immatriculation. La loi introduisit également des durées maximales de conduite pour les conducteurs de marchandises, et permit également l'introduction du tachygraphe pour enregistrer les temps de conduite, malgré la résistance des syndicats, qui les qualifiait d’« espion dans la cabine ».